# 多摩廣場站
多摩廣場站（日语：／ Tama-purāza eki */?）是一個位於神奈川縣橫濱市青葉區美丘一丁目，屬於東急電鐵田園都市線的鐵路車站。此站是橫濱市最北的車站。有的愛稱。車站編號是DT15。

## 年表
- 1966年（昭和41年）4月1日 - 車站啟用[1]。
- 2000年（平成12年） - 車站無障礙化工程完成。檢票口層與月台之間以及南口增設電梯與電扶梯（往澀谷方向月台的電梯為獨立設置）。
- 2006年（平成18年） - 車站再開發工程動工。
- 2008年（平成20年） - 主付費區增設往澀谷方向月台的電梯，關閉獨立檢票口
- 2009年（平成21年）
  - 9月9日 - 南口新巴士總站啟用[4]。同時開通檢票口至SOUTH PLAZA四樓的連絡天橋始[4]。
  - 10月3日 - 澀谷側的「東檢票口」啟用[4]。同時北口新巴士總站啟用（地下）。
  - 10月22日 - 多摩廣場TERRACE GATE PALZA II開幕[4]。
- 2010年（平成22年）10月7日 - 多摩廣場TERRACE GATE PALZA III開幕。

## 結構
本站為側式月台2面2線地面車站，月台大半在人工地盤下，為半地下構造。2006年至2009年10月配合站前再開發事業進行車站改良工程。月台中央上方的人工地盤以圓形開口打造挑高空間。付費區的地板、站務室、梁柱也都採用圓弧形設計。
付費區上方是三層樓高的大型挑高式屋頂。側面則是2層樓高的全玻璃構造。由於天花板非常高，因此本站的標示也採用不同於其他車站的獨特設計。
2009年10月3日，鷺沼站側新設「東檢票口」。過去薊野站側的檢票口更名為「中央檢票口」。付費區內的電梯將檢票口層改為一樓，月台改為地下1樓。
新站房曾獲社團法人鐵道建築協會的鐵道建築協會賞『最優秀協會賞』，是東急首座獲獎的車站。
2000年，原先不與主付費區連通的澀谷方向電梯配合再開發工程拆除，並於主付費區新設電梯。
由於車站上層有商業設施，本站有計畫將高架電車線改為地下化，同時也規劃了擴建為2面4線的空間。之後的車站再開發工程已取得了上下線增建空間，但目前沒有施工計畫。

### 月台
| 月台 | 路線       | 方向 | 目的地                                              |
| ---- | ---------- | ---- | --------------------------------------------------- |
| 1    | 田園都市線 | 下行 | 長津田、中央林間方向                                |
| 2    | 田園都市線 | 上行 | 二子玉川、澀谷、半藏門線 押上、 伊勢崎線 春日部方向 |

（來源：東急電鐵:車站構內圖 （页面存档备份，存于））

### 設備

#### 付費區
- 自動販賣機 - 上行、下行月台

#### 付費區外
- 商店
  - LAWSON + toks（日语：toks） - 中央檢票口售票機旁
- 公共電話
- 投幣式置物櫃
- ATM
  - 三菱UFJ銀行東急多摩廣場站ATM
- 橫濱市圖書歸還處

## 使用情況
2016年度1日平均上下車人次為82,464人。
近年1日平均上下、上車人次推移如下表。
| 年度               | 1日平均 上下車人次 | 1日平均 上車人次 | 來源     |
| ------------------ | ------------------ | ---------------- | -------- |
| 1980年（昭和55年） |                    | 17,625           |          |
| 1981年（昭和56年） |                    | 18,614           |          |
| 1982年（昭和57年） |                    | 21,441           |          |
| 1983年（昭和58年） |                    | 23,817           |          |
| 1984年（昭和59年） |                    | 25,542           |          |
| 1985年（昭和60年） |                    | 27,288           |          |
| 1986年（昭和61年） |                    | 29,222           |          |
| 1987年（昭和62年） |                    | 30,680           |          |
| 1988年（昭和63年） |                    | 32,151           |          |
| 1989年（平成元年） |                    | 32,904           |          |
| 1990年（平成02年） |                    | 34,222           |          |
| 1991年（平成03年） |                    | 35,831           |          |
| 1992年（平成04年） |                    | 37,900           |          |
| 1993年（平成05年） |                    | 35,826           |          |
| 1994年（平成06年） |                    | 35,047           |          |
| 1995年（平成07年） |                    | 35,020           | [ * 1 ]  |
| 1996年（平成08年） |                    | 34,756           |          |
| 1997年（平成09年） |                    | 34,158           |          |
| 1998年（平成10年） |                    | 32,469           | [ * 2 ]  |
| 1999年（平成11年） |                    | 32,043           | [ * 3 ]  |
| 2000年（平成12年） |                    | 32,283           | [ * 3 ]  |
| 2001年（平成13年） |                    | 32,730           | [ * 4 ]  |
| 2002年（平成14年） | 61,960             | 31,465           | [ * 5 ]  |
| 2003年（平成15年） | 62,201             | 31,320           | [ * 6 ]  |
| 2004年（平成16年） | 62,746             | 31,466           | [ * 7 ]  |
| 2005年（平成17年） | 64,238             | 32,216           | [ * 8 ]  |
| 2006年（平成18年） | 66,456             | 33,286           | [ * 9 ]  |
| 2007年（平成19年） | 68,871             | 34,633           | [ * 10 ] |
| 2008年（平成20年） | 68,934             | 34,853           | [ * 11 ] |
| 2009年（平成21年） | 69,137             | 34,569           | [ * 12 ] |
| 2010年（平成22年） | 71,255             | 35,573           | [ * 13 ] |
| 2011年（平成23年） | 73,700             | 36,759           | [ * 14 ] |
| 2012年（平成24年） | 75,967             | 37,867           | [ * 15 ] |
| 2013年（平成25年） | 78,546             | 39,137           | [ * 16 ] |
| 2014年（平成26年） | 78,772             | 39,221           | [ * 17 ] |
| 2015年（平成27年） | 81,065             | 40,385           | [ * 18 ] |
| 2016年（平成28年） | 82,464             |                  |          |

## 周邊
車站位於以住宅區為主的臥城，北口前的道路種滿櫻花樹。站前大型商業設施與店舖聚集，並有停靠近郊路線與長距離巴士的巴士總站。東急集團與橫濱市在2012年針對車站北側地區的社區營造簽訂合作協定，2017年2月開設社區營造據點「WISE Living Lab」。
- 多摩廣場TERRACE（日语：たまプラーザテラス）
  - NORTH PLAZA（東急百貨店多摩廣場店（日语：東急百貨店たまプラーザ店））
  - GATE PLAZA
  - SOUTH PLAZA
- 伊藤洋華堂多摩廣場店
- TSURUHA藥妝店（日语：ツルハ）多摩廣場駅前店
- Champ Camera（日语：チャンプカメラ）多摩廣場店
- FM-salus（日语：横浜コミュニティ放送）
- 國學院大學橫濱多摩廣場校區
- 國學院大學幼兒教育專門學校（日语：國學院大學幼児教育専門学校）
- 神奈川縣立元石川高等學校（日语：神奈川県立元石川高等学校）
- 橫濱美丘郵便局
- 橫濱美丘四郵便局
- 多摩廣場站南口郵便局
- Medical Mall多摩廣場

### 巴士路線
- 東急巴士
- 東急TRANSSÉS（日语：東急トランセ）
- 小田急巴士（日语：小田急バス）
- 京濱急行巴士
- 京成巴士
- 川崎鶴見臨港巴士（日语：川崎鶴見臨港バス）
- 富士急湘南巴士（日语：富士急湘南バス）
  - 1998年10月1日起新闢往羽田機場的機場接駁巴士。
  - 2003年4月16日起新闢新百合丘站發車經本站至成田機場的機場接駁巴士。
  - 2004年12月1日起新闢往東京迪士尼度假區的直達巴士。
- 川崎市營巴士
  - 2016年8月1日起至2017年1月31日，進行社會實驗的83系統（多摩廣場站～向丘遊園站南口）停靠本站。
- 小湊鐵道

#### 北口總站
| 乘車處 | 系統     | 主要行經地                                       | 目的地                  | 運行業者              |
| ------ | -------- | ------------------------------------------------ | ----------------------- | --------------------- |
| 1號    | 空港     | 直達                                             | 成田機場                | ■東急 ■小田急 ■京成   |
| 1號    | TDR      | 直達                                             | 東京迪士尼度假區        | ■東急 ■京成           |
| 1號    | 高速巴士 | 直達                                             | 三井OUTLET PARK木更津   | ■東急 ■小湊鐵道       |
| 1號    | 高速巴士 | 直達                                             | 御殿場PREMIUM OUTLETS   | ■東急 ■富士急湘南巴士 |
| 1號    | 高速巴士 | 富士急高原樂園                                   | 河口湖站                | ■東急 ■富士急湘南巴士 |
| 1號    | 高速巴士 | 富士急高原樂園、河口湖站                         | 富士山五合目 ※僅夏季    | ■東急 ■富士急湘南巴士 |
| 1號    | 高速巴士 | Snowtown Yeti                                    | Grinpa ※僅冬季          | ■東急 ■富士急湘南巴士 |
| 2號    | た81     | 宮前美之森林公園                                 | 【內回】美之森林循環    | ■東急                 |
| 2號    | た82     | 美之森林入口                                     | 【外回】美之森林循環    | ■東急                 |
| 2號    | た83     | 美之森林中央、東名向丘入口、鴛鴦沼、生田綠地入口 | 向丘遊園站南口          | ■東急 ■川崎市營       |
| 3號    | た41     | 平津三叉路、保木、薄野團地                       | 虹丘營業所              | ■東急                 |
| 3號    | 鷺21     | 薊野站、樅之木台、虹丘團地                       | 虹丘營業所              | ■東急                 |
| 4號    | 柿01     | 平津三叉路、琴平下、真福寺                       | 柿生站南口              | ■東急                 |
| 4號    | た31     | 平津三叉路、保野、王禪寺東三丁目                 | 虹丘營業所              | ■東急                 |
| 4號    | た51     | 平津三叉路、薊野站、東名江田                     | 江田站                  | ■東急                 |
| 5號    | た61     | 元石川高校                                       | 【內回循環】薊野GARDENS | ■東急                 |
| 5號    | た61     | 元石川高校                                       | 薊野GARDENS北           | ■東急                 |
| 5號    | た62     | 大場町                                           | 【外回循環】薊野GARDENS | ■東急                 |
| 5號    | た62     | 大場町                                           | 薊野GARDENS             | ■東急                 |
| 5號    | た63     | 元石川高校、薊野GARDENS                          | 薊野站                  | ■東急                 |
| 6號    | 新25     | 元石川町、川崎紀念醫院前、山口台中央             | 新百合丘站              | ■東急 ■小田急         |
| 6號    | 新25     | 元石川町、保木                                   | 虹丘營業所              | ■東急                 |
| 6號    | た71     | 平津三叉路、藥師台公園                           | 美丘西                  | ■東急                 |
| 7號    | 下車專用 | 下車專用                                         | 下車專用                | 下車專用              |

- 北口總站是再開發工程期間所建的大型地下總站。外側是乘客專用的步道，內側是巴士、計程車道。之間有牆壁與自動門隔開，只有巴士停靠時才會開門（計程車乘車處沒有自動門）。

- 乘客通道備有空調。因是完全地下化，沒有雨淋問題。
- 各乘車處的天花板有發車資訊顯示器。
- 1號乘車處（機場接駁巴士乘車處）設有候車空間。
- 巴士總站往地上的出入口，分別有多摩廣場站前交差點側的兩出入口，以及東檢票口附近的兩出入口，共四處，其中東檢票口附近有一個檢票口設有電梯與電扶梯。
- 2010年10月起，1號乘車處旁有電梯與階梯直通多摩廣場TERRACE GATE PLAZA，利用該電梯可直達東急百貨店。
- 往成田機場的巴士為預約制。

#### 南口總站
| 乘車處 | 系統     | 主要行經地                             | 目的地   | 運行業者          |
| ------ | -------- | -------------------------------------- | -------- | ----------------- |
| 11號   | た26     | 新石川二丁目、薊野站、樅之木台         | 薄野團地 | ■東急             |
| 12號   | た91     | 研究所前、北山田站、慈幼學院           | 中心北站 | ■東急             |
| 12號   | た92     | 研究所前、北山田站、慈幼學院、中心北站 | 中心南站 | ■東急             |
| 12號   | た94     | 研究所前                               | 堇丘     | ■東急             |
| 13號   | 空港     | 直達                                   | 羽田機場 | ■東急 ■京急 ■臨港 |
| 14號   | 下車專用 | 下車專用                               | 下車專用 | 下車專用          |

- 2009年9月9日起南口新交通廣場（巴士總站）開始停靠巴士。
- 南口亦設有計程車乘車處與一般車上下車處。
- 乘車處以及往車站檢票口的通道皆有屋頂可避雨。
- 往羽田機場的乘車處設有空調與長椅。

## 名稱由來
「多摩廣場」（たまプラーザ）的「プラーザ」取自西班牙語的「廣場」。此站名是由當時的東京急行電鐵社長五島昇所提出。在採用為正式站名前曾計畫以當時地名「元石川町」命名為「元石川站」。當時的元石川町是多摩田園都市的中心，由於期望本站周邊能打造成廣場中心因而命名。
車站所在地在1969年（昭和44年）從元石川町」改為「美丘一丁目」。

## 圖集

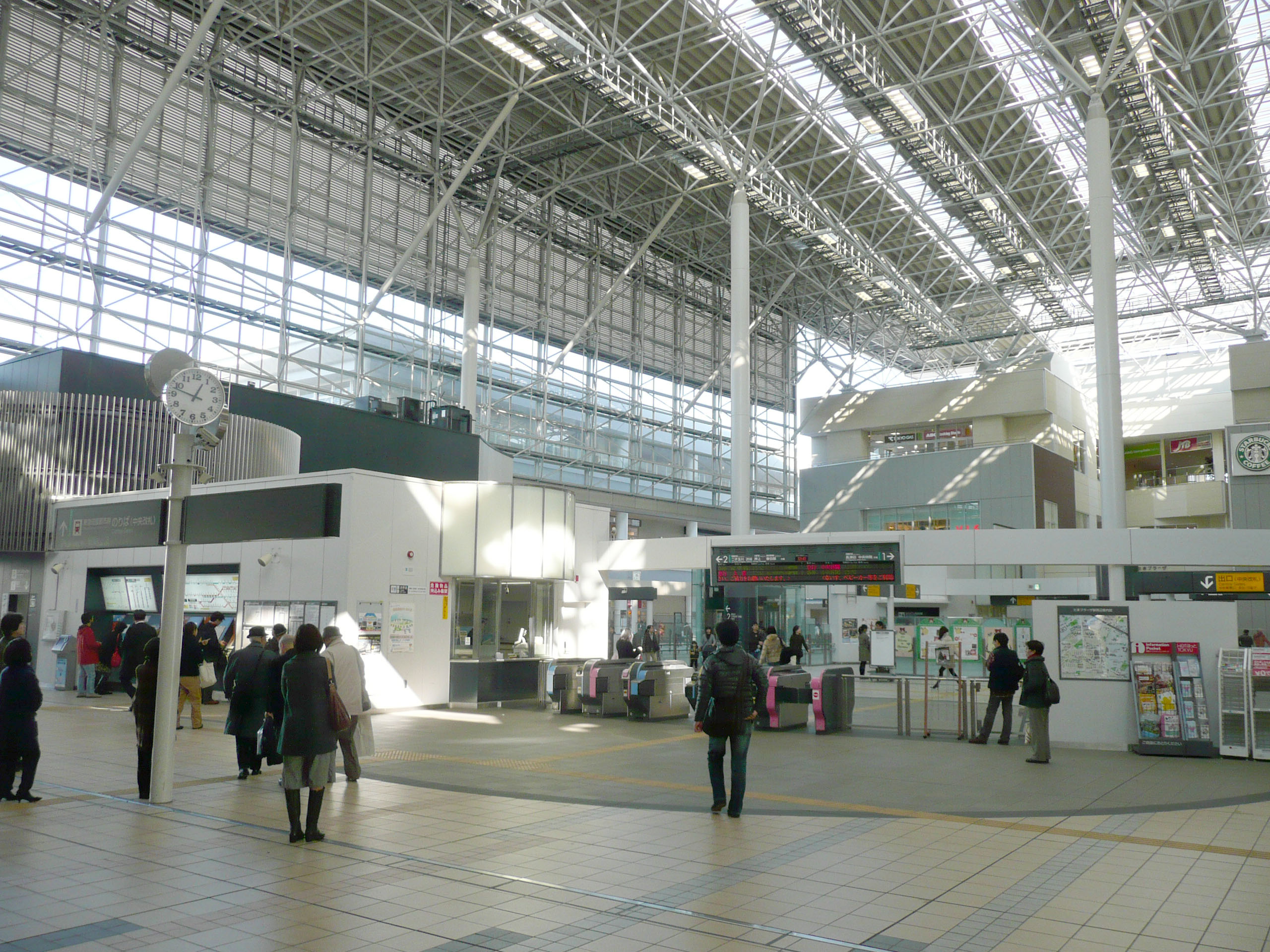
中央閘口附近（2011年11月）
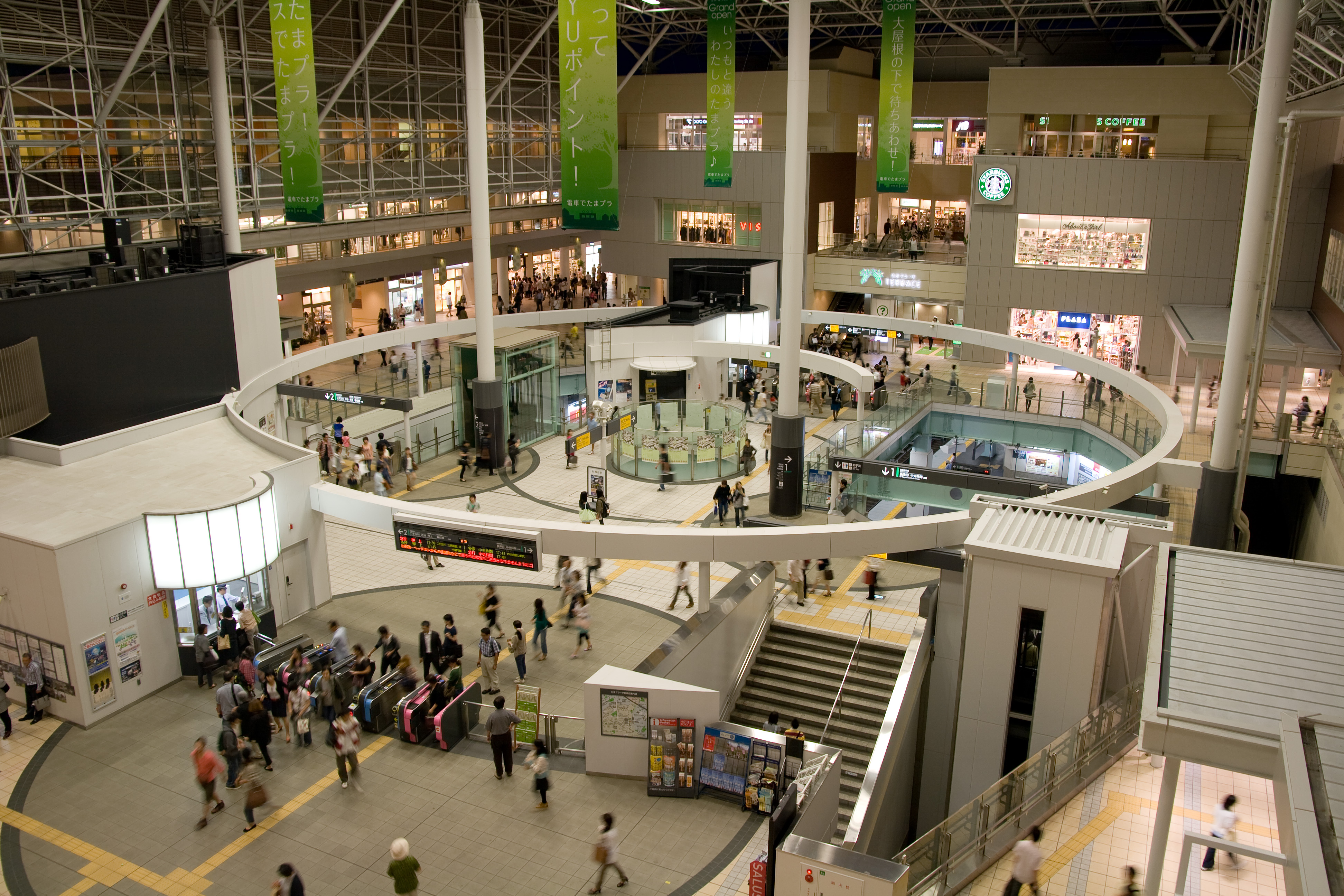
俯瞰車站（2010年10月）

### 舊站舍及翻新工程

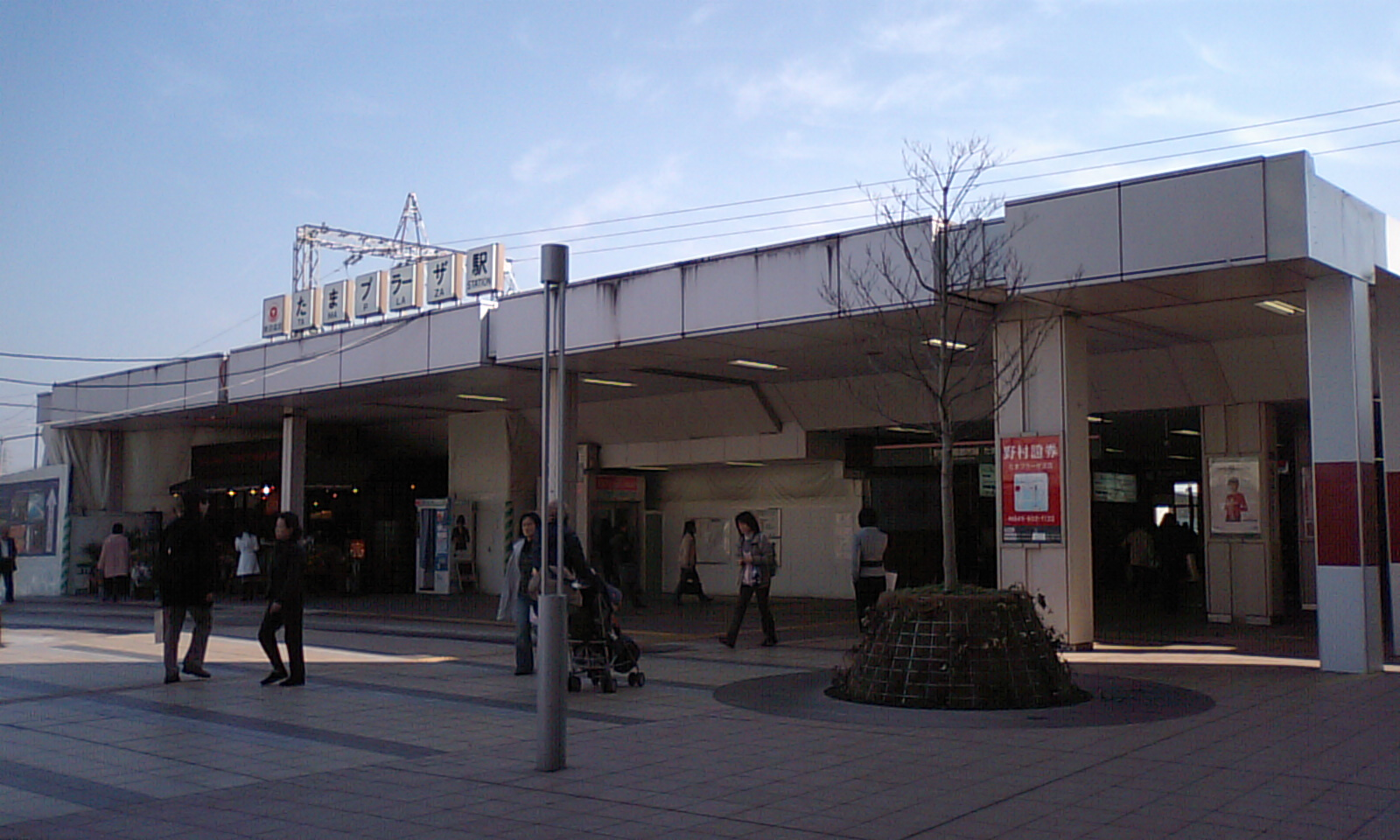
舊站舍（北口側）（2008年2月22日）
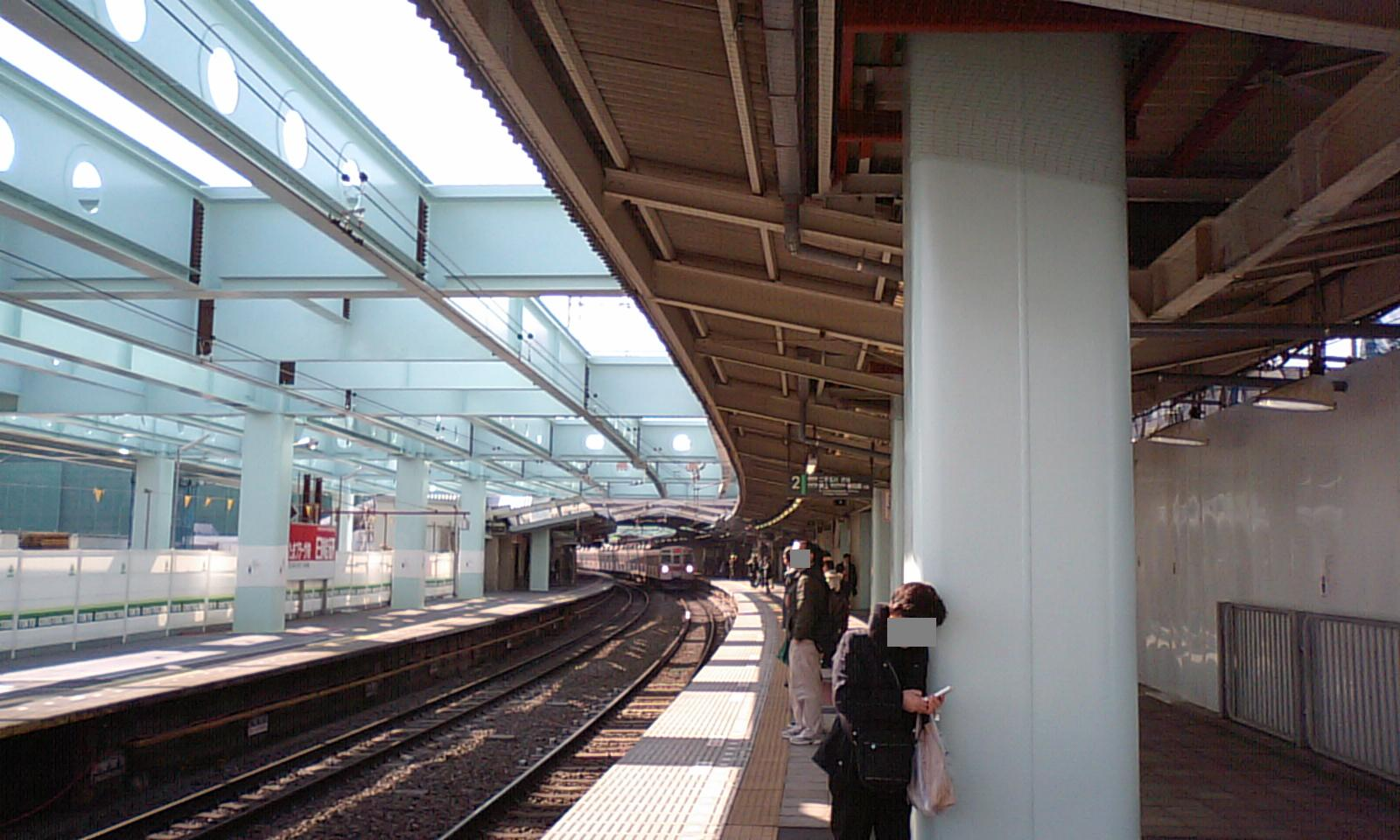
工程期間之月台（2008年2月22日）

## 相鄰車站
東急電鐵
 田園都市線
■急行、■準急、■各站停車
鷺沼（DT14）－多摩廣場（DT15）－薊野（DT16）

### 來源
1. 1 2  東急の駅、p.173。
2. ↑  . 東急電鉄.   [2016-03-19]. （原始内容存档于2016-03-06）.
3. ↑   (PDF). 東京急行電鐵. 2017-03-25  [2018-07-15]. （原始内容存档 (PDF)于2018-07-14）.
4. 1 2 3 4   (PDF). HOT ほっと TOKYU (東京急行電鉄). 2009-09-20, (353)  [2017-01-24]. （原始内容 (PDF)存档于2017-02-02）.[]
5. ↑   (PDF).   [2018-06-03]. （原始内容存档 (PDF)于2020-06-23）.
6. ↑  鉄塔移設 事業者と住民が合意へ - タウンニュース 2007年7月26日。
7. ↑  2016年度乗降人員 （页面存档备份，存于） - 東急電鉄
8. ↑  横浜市統計ポータル （页面存档备份，存于） - 横浜市
9. ↑  各種報告書 （页面存档备份，存于） - 関東交通広告協議会
10. ↑  .   [2017-06-15]. （原始内容存档于2017-08-01）.
11. ↑   (PDF).   [2018年6月3日]. （原始内容 (PDF)存档于2017年10月28日）.
12. ↑   (PDF).   [2018年6月3日]. （原始内容 (PDF)存档于2017年3月9日）.
13. ↑  「本」2011年2月号 鉄道ひとつ話＜「鉄」のシンポジウム（下）＞ - 原武史
14. ↑  『多摩田園都市 開発35年の記録』 東京急行電鉄株式会社、1988年発行、164頁参考

#### 使用情況的來源
神奈川縣縣勢要覽
1. ↑  線区別駅別乗車人員（1日平均）の推移PDF - 25ページ
2. ↑  神奈川県県勢要覧（平成12年度） - 222ページ
3. 1 2  神奈川県県勢要覧（平成13年度）PDF - 224ページ
4. ↑  神奈川県県勢要覧（平成14年度）PDF - 222ページ
5. ↑  神奈川県県勢要覧（平成15年度）PDF - 222ページ
6. ↑  神奈川県県勢要覧（平成16年度）PDF - 222ページ
7. ↑  神奈川県県勢要覧（平成17年度）PDF - 224ページ
8. ↑  神奈川県県勢要覧（平成18年度）PDF - 224ページ
9. ↑  神奈川県県勢要覧（平成19年度）PDF - 226ページ
10. ↑  神奈川県県勢要覧（平成20年度）PDF - 230ページ
11. ↑  神奈川県県勢要覧（平成21年度）PDF - 240ページ
12. ↑  神奈川県県勢要覧（平成22年度）PDF - 238ページ
13. ↑  神奈川県県勢要覧（平成23年度）PDF - 238ページ
14. ↑  神奈川県県勢要覧（平成24年度）PDF - 234ページ
15. ↑  神奈川県県勢要覧（平成25年度）PDF - 236ページ
16. ↑  神奈川県県勢要覧（平成26年度）PDF - 238ページ
17. ↑  神奈川県県勢要覧（平成27年度）PDF - 238ページ
18. ↑  [.http://www.pref.kanagawa.jp/uploaded/attachment/877238.pdf 神奈川県県勢要覧（平成28年度）]PDF - 246ページ

## 延伸閱讀
- 『多摩田園都市 開発35年の記録』 東京急行電鉄株式会社、1988年。
- 宮田道一. . JTBパブリッシング. 2008-09-01. ISBN 9784533071669.

## 外部連結
- 多摩廣場（各站資訊） - 東急電鐵（日語）